# Zimný štadión Pavla Demitru
Le Zimný štadión Pavla Demitru est une patinoire de Trenčín en Slovaquie. Elle est inaugurée le 17 janvier 1960.
Le 29 septembre 2011, elle est renommée Zimný štadión Pavla Demitru en l'honneur du joueur de hockey sur glace local Pavol Demitra, mort dans l'accident de l'avion transportant le Lokomotiv Iaroslavl.